# Bahnhof Groß Schweinbarth

Der Bahnhof Groß Schweinbarth in der Gemeinde Groß-Schweinbarth in Niederösterreich ist ein Trennungsbahnhof der Stammersdorfer Lokalbahn und der Lokalbahn Gänserndorf–Mistelbach. Vor der Einstellung des Personenverkehrs auf beiden Strecken im Dezember 2019 fungierte er als Kreuzungspunkt und Wendemöglichkeit für die Zugläufe zwischen Obersdorf und Gänserndorf und als Umstiegsmöglichkeit auf den Zuglauf in Richtung Bad Pirawarth.
Der Bahnhof war bis zum Schluss mit einer Fahrdienstleitung besetzt, außerdem befand sich ein Warteraum im Bahnhofsgebäude.

## Galerie

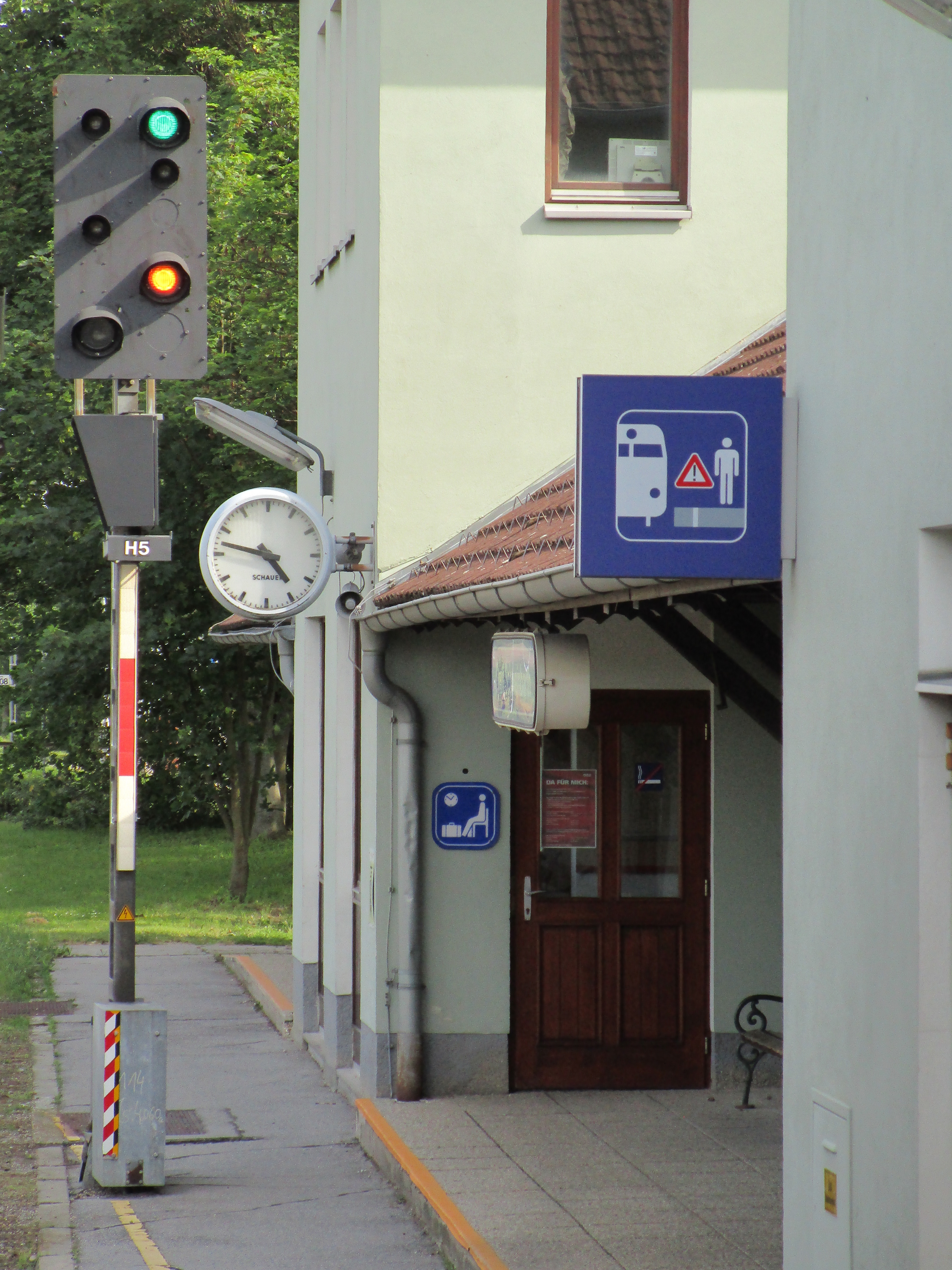
Ausfahrsignal Hausbahnsteig
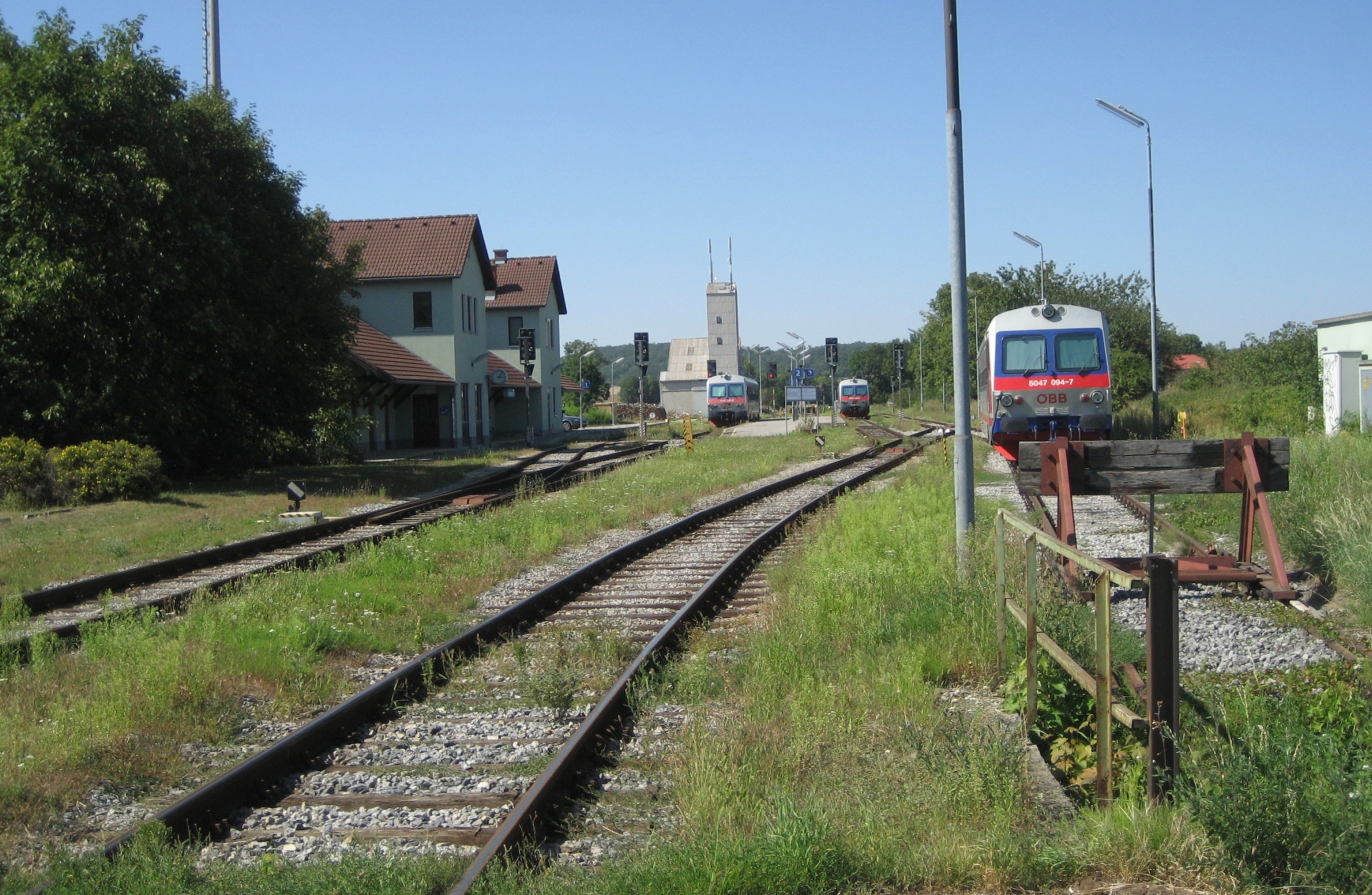
Blick in Richtung Ausfahrt nach Bad Pirawarth
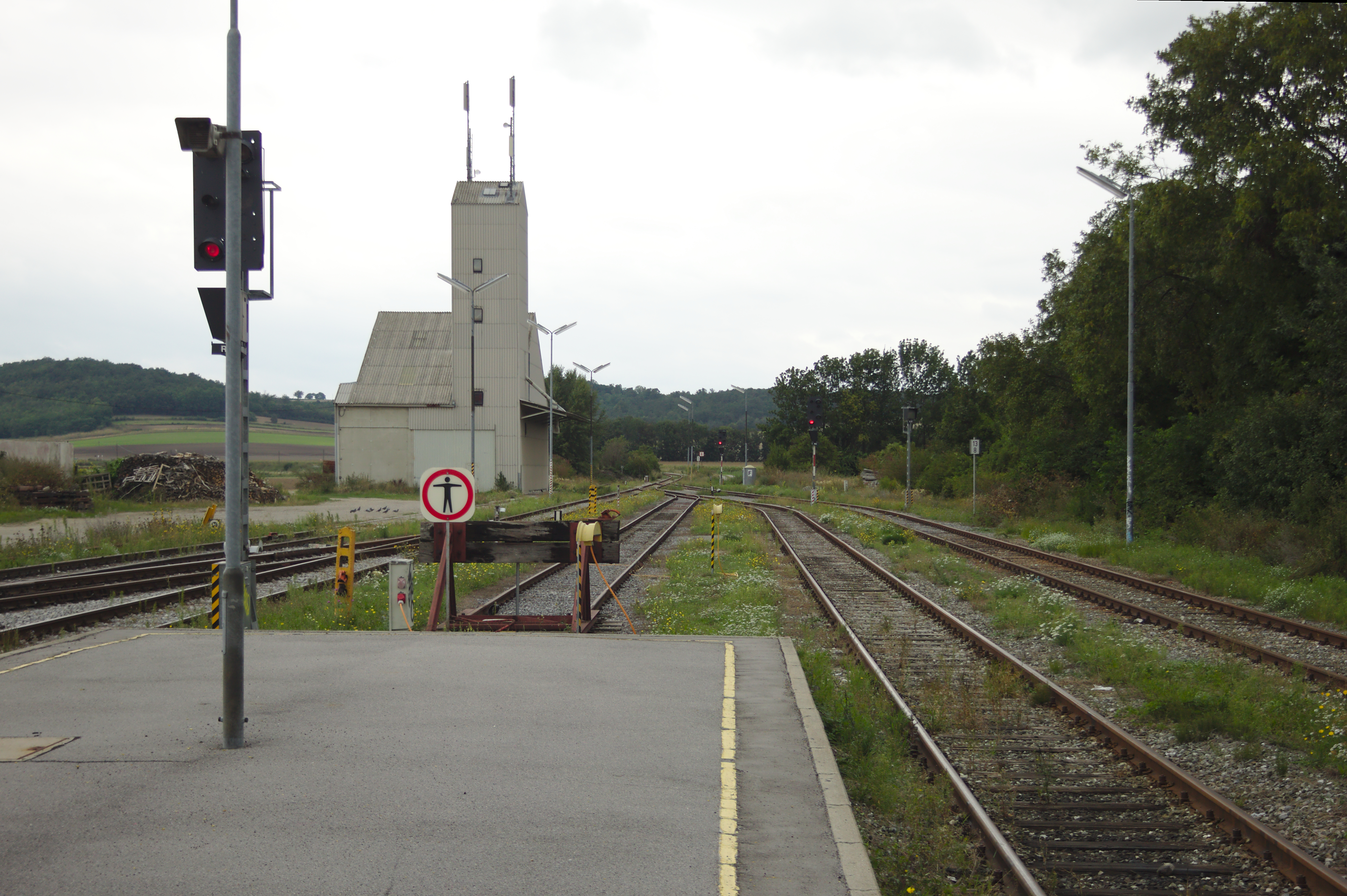
Ausfahrt in Richtung Bad Pirawarth
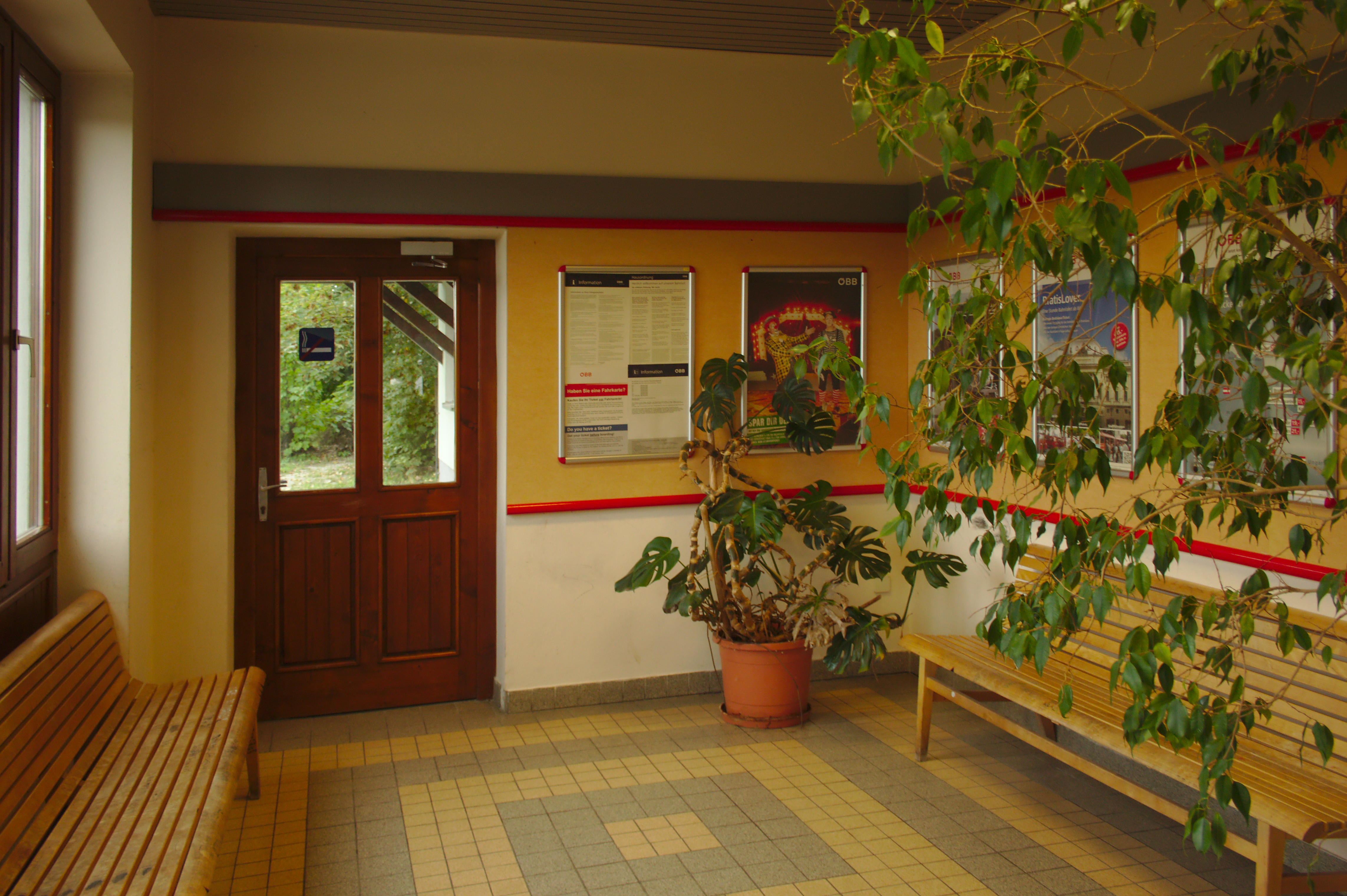
Warteraum